# Heribert Mühlen
Heribert Mühlen (* 27. April 1927 in Mönchengladbach; † 25. Mai 2006) war ein  deutscher römisch-katholischer Theologe.

## Leben
Heribert Mühlen promovierte 1951 zum Dr. phil. bei Max Müller in Freiburg im Breisgau mit der Arbeit „Sein und Person nach Johannes Duns Scotus.“ Am 5. März 1955 wurde er in Aachen zum Priester geweiht. Mit der Arbeit „Der Heilige Geist als Person“ promovierte er 1962 in Münster bei H. Volk zum Dr. theol.
1964 habilitierte er sich in München  mit der Arbeit „Una Mystica Persona. Die Kirche als Mysterium der heilsgeschichtlichen Identität des heiligen Geistes in Christus und den Christen.“ Ab 1962 war er wissenschaftlicher Assistent in Paderborn; vom 1. April 1964 an ordentlicher Professor für Dogmatik und Dogmengeschichte an der Theologischen Fakultät Paderborn, wo er bis zu seiner Emeritierung am 30. September 1997 lehrte.
Mühlen wurde von Papst Paul VI. 1964 zum Konzilstheologen beim 2. Vatikanischen Konzil ernannt; nach dem Konzil war er Mitglied in Dialogkommissionen des vatikanischen Einheitssekretariates.

## Wirken für Neuevangelisierung und charismatische Erneuerung
Ab 1971 engagierte sich Mühlen für eine Erneuerung des kirchlichen Lebens aus der persönlichen Erfahrung des Heiligen Geistes, wie sie vor allem in Segnungsgottesdiensten und Glaubenskursen ihren Ausdruck fand. Er stand dabei der Charismatischen Gemeindeerneuerung, dem katholischen Zweig der Charismatischen Bewegung, nahe. Sein Anliegen war „eine bundesgemäße Verpersönlichung der Beziehung zu Gott.“ Sein Wirken wurde in zahlreichen Diözesen aufgegriffen und bildete auch einen festen Bestandteil von Katholikentagen und Kirchentagen. 1984 war H. Mühlen Mitbegründer des Katholischen Evangelisationszentrum Maihingen (KEM).
Mühlen wurde 1984 mit dem Sexauer Gemeindepreis für Theologie geehrt.

## Werke
- Kirche wächst von innen: Weg zu einer glaubensgeschichtlichen neuen Gestalt der Kirche. Neubestimmung des Verhältnisses von Kirche und Gesellschaft. Bonifatius, Paderborn 1996
- Neu mit Gott – Einübung in christliches Leben und Zeugnis. Herder, Freiburg 1991. Handbuch zum Thema Neu-Evangelisierung